# 旅行ガイドブック

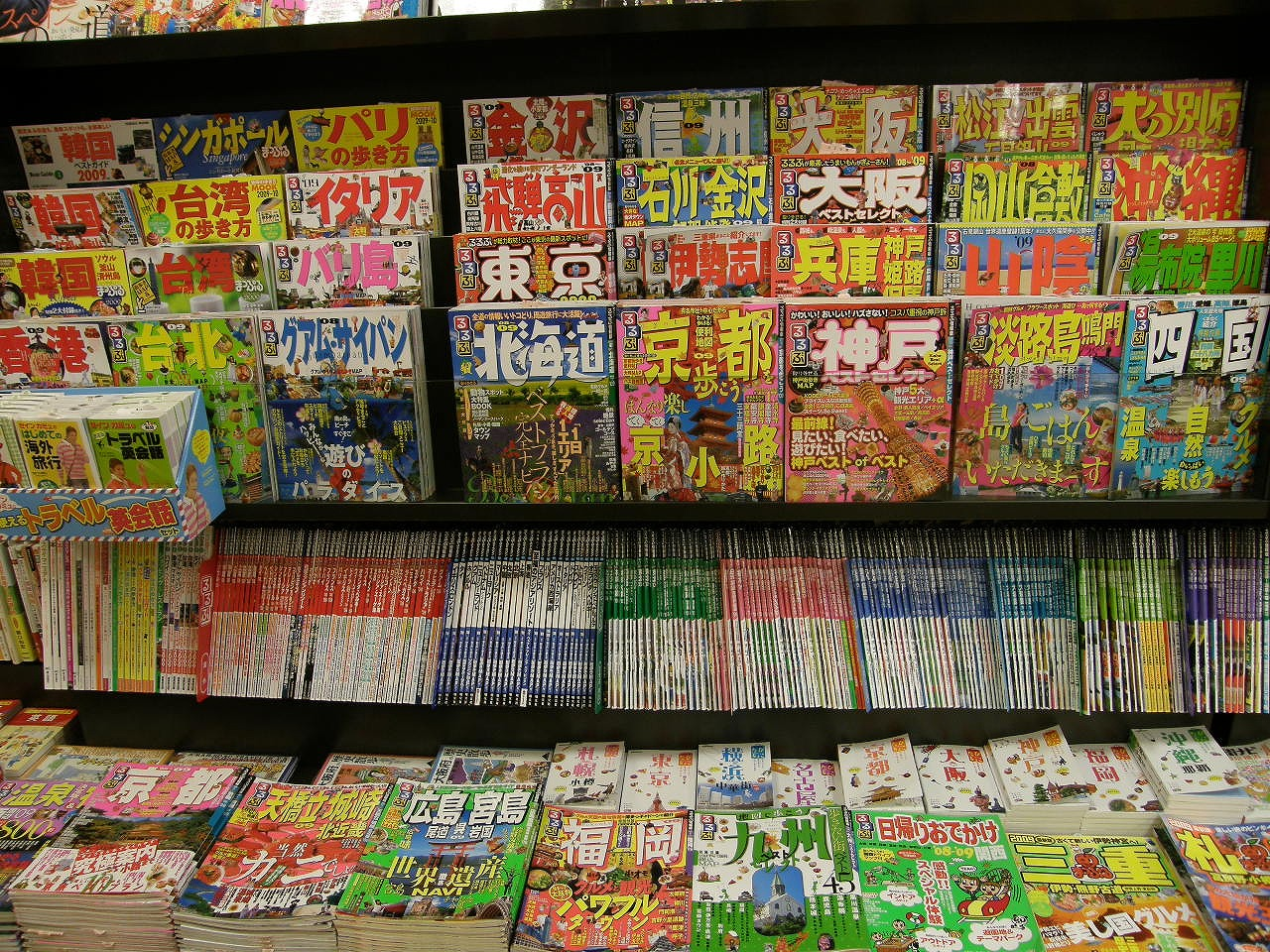
書店の棚に並ぶ旅行ガイド

旅行ガイドブック（りょこうガイドブック）とは、観光や仕事などの目的で未知の地域へ向かう（旅行する）者に対して、その目的地となる特定地域の情報や移動手段の情報などを提供するための出版物のことである。旅行ガイド、旅行案内書、または単純にガイドブックとも呼ばれる。

## 構成概要
旅行ガイドブックは、目的となる地域の情報を提供するものである。内容としては地形、気候、動植物などの地理、歴史、文化、経済、言語などの情報を提供すべき特定地域の背景を示し、鉄道・バス・自動車・人力車（リクシャー）・レンタサイクル・船・航空機・などによる移動手段の紹介、服装、宿泊、食事、見どころ、祭り、登山やハイキングその他のアクティビティや体験、土産物などについての情報を正確にかつ読者に伝わりやすく記述する。また観光地やホテルなどの宿泊施設、レストランなどの批評やランク付けなども行う。

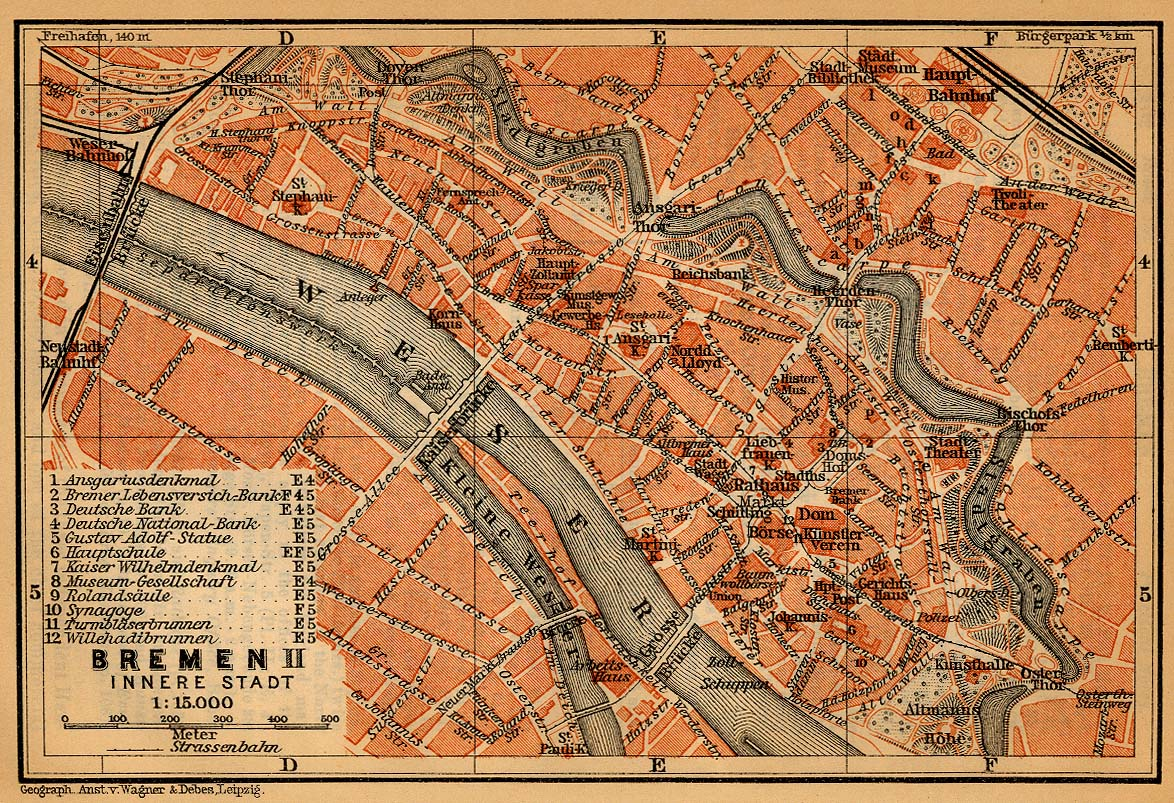
『ベデカー』のブレーメン地図(1910)

文字情報だけでなく、全体地図や詳細地図などの地図、写真なども重要なガイドブックの要素である。また記述言語と異なる言語を用いる地域を案内する場合には、会話集や単語集・簡易辞典なども付録する。
出版形式は、国別や地方別、都市別というように分冊・シリーズ化して出版されるものが多い。一方で地域の行政庁やコミュニティが該当地域独自に発行するものも存在する。旅行ガイドブックの内容は、発行日から経過するとともに現状に沿わなくなる。そのため、毎年または数年間隔で改訂する必要がある。需要の少ない地域のガイドブックは発行部数も少なくなり、結果として改訂頻度が減るため正確な情報の減少や、場合によっては他地域と統合されてしまうこともある。
旅行ガイドブックの体裁は、A5やB5、B6、バイブルサイズなど比較的携帯に便利な小型サイズが多い。一方で、近年自動車による旅行を楽しむ者も増加傾向にあり、A4サイズに折りたたみできる大きな地図が付録しているガイドブックも顕著である。また地図や写真などの見栄えを良くするため全面フルカラーのものも多い。内容も、地域の歴史や名所旧跡の紹介中心から、料理やホテル・温泉、みやげ物など消費誘導型の記事や、さらに特定の観光地やホテルなどとのタイアップ記事、ホテル・レストラン・観光施設の割引クーポンが付いたものもある。
また近年は、単なる物見遊山の旅ではなく、仕事や留学、定年後の長期滞在など長期間海外で生活する生活を海外に移すためのガイドブックなども登場し、リゾートやダイビング・登山など目的別のガイドブックも増えた。

## 旅行ガイドブックの歴史

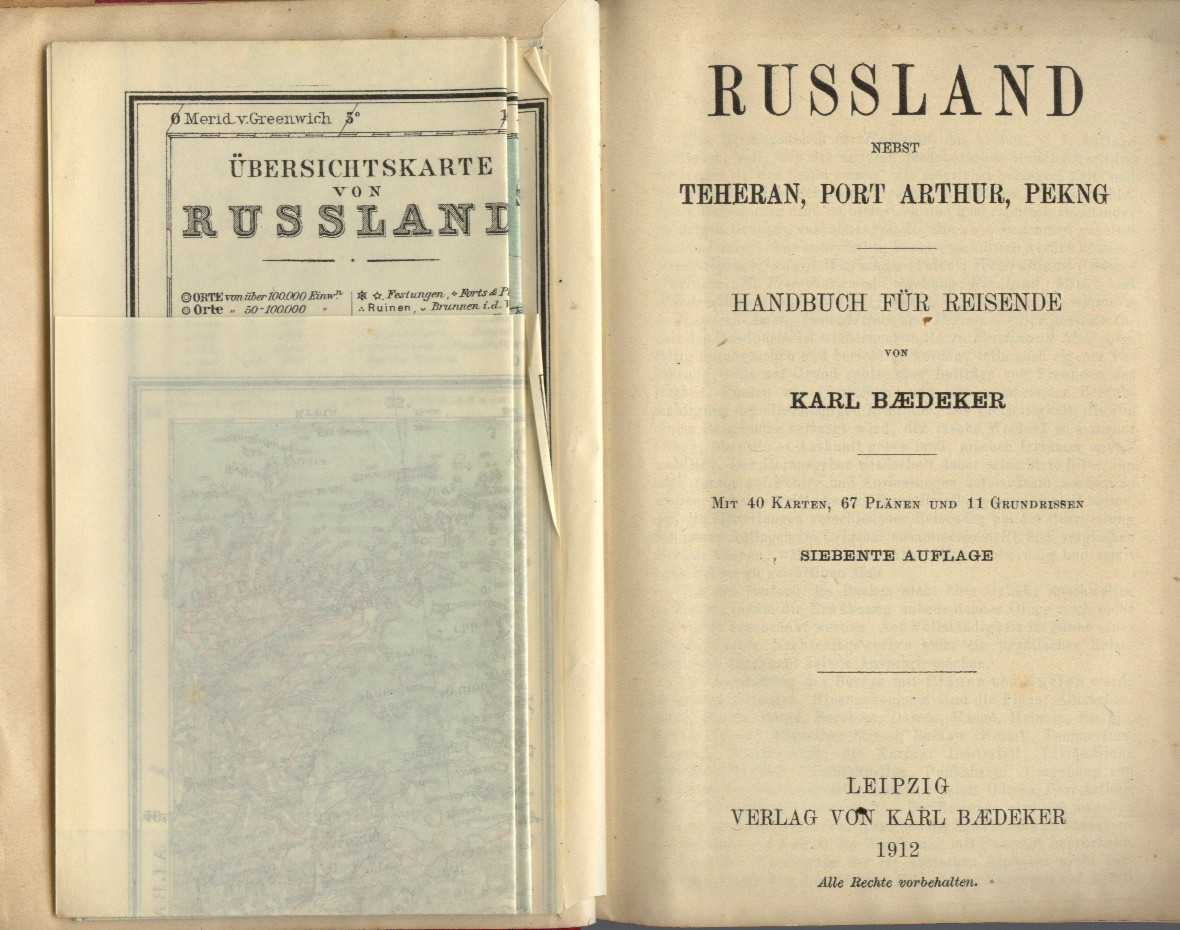
1912年の『ベデカー』。左に案内地図が折り込まれている

旅行ガイドブックを、未知の地域へ向かうものへの情報提供手段ととらえるのであれば、その起源は人類の記録をつける習慣の発生までさかのぼることもできる。記録があるものではポセイドニオスが書いたガイドブックが最古になる。
そもそも交通機関が未発達であり、旅行は冒険・探検要素が多分に含まれたものだった。旅行を扱った文書の多くは、筆者の個人的体験や感想を述べた紀行文のスタイルが多く、創作された内容や誇張された情報も含まれていたものも多かった。
1815年にナポレオン戦争が終了し、多くのイギリス人がヨーロッパ大陸本土へ余暇として旅行するようになった。それまでグランドツアーとしてごく一部の貴族のものであったヨーロッパ大陸への旅行が、産業革命の後押しで登場した中産階級へと広まりを見せた。名所旧跡の教養的な記述に加え、交通機関やホテル・レストランなどの情報を盛り込んだ近代的な旅行ガイドブックが登場したのは、この頃であった。
地域別にシリーズ化された近代的な旅行ガイドブックは、ドイツ人のカール・ベデカーが『ベデカー』（Baedeker）として『ライン川案内』を1828年（1835年、1839年説もあり）に出版、イギリス人のジョン・マレーが1836年に『マレー』（Murray）として『大陸案内』を出版。この2つが始祖とされる。
1900年に入ると英語圏では『ベデカー』がシェアを伸ばした。フランスではアシェット社の『ギド・ブルー』、ミシュラン社の『ギド・ミシュラン』（ミシュラン・ガイド、Michelin Guide）などがある。『ギド・ミシュラン』は1900年に旅行の活発化によりミシュラン製の自動車タイヤの拡販を目論んで、無料で配られた観光パンフレットであった。一切の広告を排除してホテルやレストランの星数による格付けがなされたホテル・レストランガイドブックになった。通称赤ミシュランと呼ばれる。赤ミシュランの格付けは、今日においてもヨーロッパで最も権威ある評価の1つとされる。
第一次世界大戦後は、旅行ガイドブックの様相も変化した。まず『マレー』・『ベデカー』が衰退した。イギリスでは『ベデカー』の英語版の執筆・編集に携わっていたジェームズ・ミューアヘッド（James F Muirhead）を中心にイギリスで『ブルーガイド』が1918年に刊行し、シリーズ化。以後英語圏を中心に人気を博した。
アメリカでは『フォウダー』（Fodor's）が1936年に創刊した。またニューディール政策の一環として文筆家の失業対策であった連邦作家プロジェクト（FWP）により、アメリカ国内の旅行ガイドブックである『アメリカ・ガイド・シリーズ』（American Guide Series）が各州ごとのガイドブックを1935年から1943年にかけて刊行された。
第二次世界大戦後は、交通手段の発達により旅行の大衆化が急速に進んだ。旅行の教養的側面を重視した旧来のガイドブックから旅のハウツーを重視するガイドブックへと移行するようになった。1957年のアメリカ『フロマー』（Frommer's）の『1日10ドル、ヨーロッパ旅行』（Europe on $10 a Day）が代表的で、その後世界各地へのガイドへ広がった。
1973年にイギリス人トニー・ウィーラー（Tony Wheeler）の夫婦が自身のイギリスからアジア経由でオーストラリアまで旅した内容をまとめた『ロンリープラネット』（Lonely Planet）が出版された。以後、オーストラリアのロンリープラネット社のシリーズはバックパッカーなど個人で海外旅行を楽しむ人たちを中心に人気を集め、フランス語版、日本語版なども刊行した。2004年には英語圏でシェア25%のトップの座を獲得した。

## 日本の旅行ガイドブックの歴史

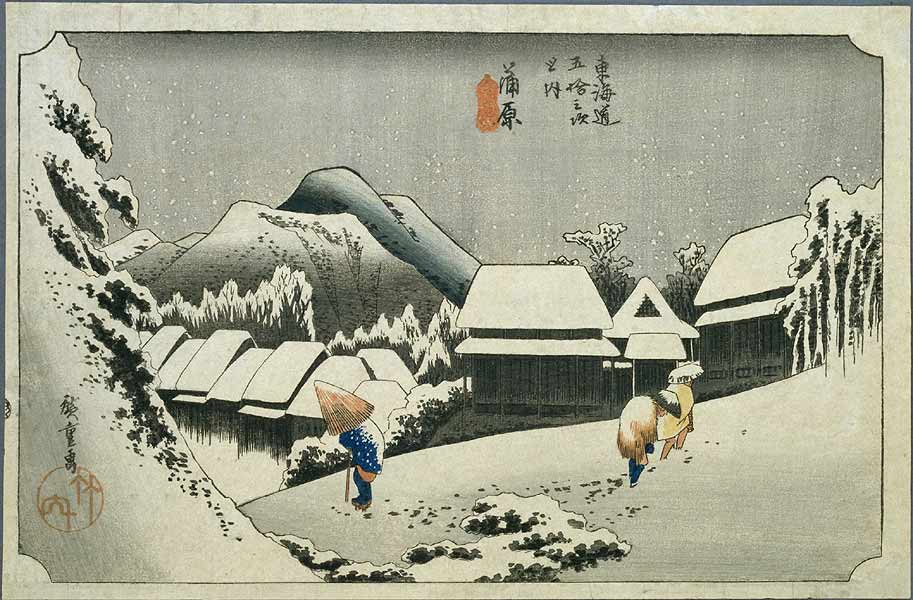
歌川広重『東海道五十三次』1834年（天保5年）は浮世絵による観光名所ガイドであった

### 江戸時代
日本においても旅の記録をつけることは古くより存在した。しかし、旅日記や紀行文などと明確に異なる案内記の書式は、江戸時代から現れた。
江戸幕府は、武家・庶民の区別なく人々の移動を厳しく制限した。一方で、街道の整備が進み、長く続いた太平の時代となり、物見遊山の旅を促進もした。富士参詣や伊勢参りなどである。これにともない、道中記と呼ばれる、いわゆるガイドブックが多数登場した。
江戸時代で一番古いとされる道中記は、小島弥兵衛の著のものである。1655年（明暦元年）頃のもので、江戸から東海道を通り京都までの宿間の距離、駄賃等が記載されている。
また八隅蘆庵（やすみろあん）の『旅行用心集』（1810年（文化7年））は、旅の心得61カ条を始め、諸国の温泉、街道の里程など詳しく記されていた。「可愛い子には旅をさせよ」など現在にも残る表現がある。

### 近現代
日本の近代的な旅行ガイドブックは明治期に入り、鉄道とともに進歩した。日本で最初の近代的な旅行ガイドブックは、明治時代の山陽鉄道によるといわれる。以後、主要な鉄道が国有化されると旅行ガイドブックの出版も鉄道院・鉄道省と鉄道事業主導・国家主導ですすめられた。
1911年（明治44年）、鉄道院が『鉄道院線沿道遊覧地案内』を刊行。その後、『鉄道旅行案内』と改訂される。また『鉄道旅行案内』で執筆・編集に関わっていた谷口梨花が、博文館より『汽車の窓から』（「西南部」と「東北部」の二巻立て）を1918年（大正7年）に出版した。
1912年（明治45年）に鉄道院の外郭団体ジャパン・ツーリスト・ビューローが設立され、1919年（大正8年）に観光ガイドに関するコンベンション「内外案内記類展覧会」が開催された。展覧会では美文調・漢文調で現実離れしている、広告目的であてにならない、紀行文的で費用や行程などが不明なため現実の旅行の参考にならないなど、当時流通していたガイドブックの問題点が指摘された。1929年（昭和4年）頃より、鉄道省が編集した『日本案内記』が刊行された。北海道編、東北編、関東編、中部編、近畿編（上・下）、中国四国編、九州編の8冊でからなり、ほとんどの名所・旧跡が紹介された。この『日本案内記』が現在の日本国内のガイドブックの原型となったといわれる。
1949年（昭和24年）に日本交通公社から、『日本案内記』をモデルに『新旅行案内』が、続いて『最新旅行案内』が登場した。『最新旅行案内』はエリア毎に17巻立てであった。1973年（昭和48年）に当時日本全国すべての市町村を紹介し、ガイドブックとしても貴重な地理資料としても評価の高い『新日本ガイド』が出版される。その後、『エースガイド』へと続いた。
朋文堂で山岳ガイドブックである『マウンテンガイドブック』のシリーズを手がけていた横山元昭らが実業之日本社に移り、1961年（昭和36年）に『ブルーガイド』を刊行する。登山やハイキングだけでなく、個人旅行をターゲットにした編集方針で人気を博す。後年さらに目的に合わせてシリーズは細分化した。
1960年代以降、他の出版社からもガイドブックが競って出版されるようになり、種類と数が飛躍的に増えた。その中には特定ジャンルの食物の情報についてのみ扱うものも多く、特にいわゆる『ラーメン本』や香川県における讃岐うどん店のガイドブックなどはそれ単体で出版物の一ジャンルとして成立している程で、多くの出版社が情報の充実を競っている。
またJTBパブリッシング（日本交通公社出版事業局の分社）の出版する旅行情報雑誌『るるぶ』のムックとして、『るるぶ情報版』が1984年（昭和59年）に京都版が登場。以後、昭文社の『まっぷるマガジン』シリーズとともに自家用車によるドライブ旅行をターゲットにしたものがシリーズ化される。

### 外国旅行を対象にした日本のガイドブック
外国旅行向けのものとしては、外国旅行自由化となった1959年（昭和34年）以前に日本交通公社から『外国旅行案内』が1952年（昭和27年）に出版された。1972年（昭和47年）に日本交通公社から『海外ガイドシリーズ』として一般向けの外国旅行向けガイドブックが出版された。
1979年（昭和54年）にダイヤモンド・ビッグ社より『地球の歩き方』が刊行。当時、日本の経済成長にともない海外旅行の大衆化が進行していた時期であった。また個人で海外旅行を楽しむ人が増えたことも追い風として、海外旅行ガイドブックとして独占的な地位をつかんだ。また歩き方という呼び方がガイドブック全般を暗黙的に示す言葉としても定着した。
バックパッカーなどの自由旅行者向けに特化したガイドブックとしては、1996年（平成8年）に『旅行人ノート』が刊行され、2003年（平成15年）にはメディアファクトリーにより、それまで英語版しかなかった『ロンリープラネット』が邦訳された。

## 日本を紹介したガイドブック
日本を海外に紹介する旅行ガイドブックとしては、1867年に出版されたN.B.デニスによる『中国・日本開港地案内』が最初とされる。その後、1873年（明治6年）に京都博覧会に来る外国人のために山本覚馬が書いた『京都・周辺地名所案内』が刊行され、さらに1874年（明治7年）にウィリアム・グリフィスの『横浜案内』、1875年（明治8年）にアーネスト・サトウの『日光案内』、1880年（明治13年）にW.E.L. キーリングの『旅行者のための横浜・東京案内』と続く。1881年には、アーネスト・サトウとホーズによる『旅行者のための中日本・北日本旅行案内』が横浜のケリー社より出版され、同書の第二版として『旅行者のために日本旅行案内』が1884年（明治17年）にイギリスのジョン・マレー社から出版された。執筆者としてバジル・ホール・チェンバレンらを擁し、小泉八雲や、『日本アルプスの登山と探検』を記し日本アルプスをヨーロッパに紹介したウォルター・ウェストンの寄稿がなされ現在では貴重な文献となっている。同書はその後30年間で9版を重ねた。
定番とされたマレー社の旅行案内が陳腐化しつつあった1914年（大正3年）前後に、新しい英文のガイドブックが相次いで登場した。アメリカ人のフィリップ・テリー著の『テリーの日本帝国案内』は外国人の目線で興味深いものをピックアップした点に特徴があり、データの正確性に難点があるものの入手が容易なガイドブックとして1933年（昭和8年）まで幾度も改訂版が出版された。また、ジャパン・ツーリスト・ビューローが刊行した『日本ポケットガイド』は日本に着いてからの移動費や宿泊費など実用性を重視した。
同時期に発刊された鉄道院作成の『東アジア旅行案内(An Official Guide to Eastern Asia:Trans-continental Connections between Europe and Asia)』は「満州・朝鮮」(1913年（大正2年）)、「南西日本」(1913年（大正2年）)、「北東日本」（1914年（大正3年））、「中国」（1915年（大正4年））、「東インド」（1917年（大正6年））の全5巻からなり、観光客のみならず海外からの貿易や投資の誘致を目的として作成されたガイドブックである。1933年（昭和8年）には日本編だけを一冊にまとめた『日本旅行案内(An Official Guide to Japan)』も出版されている。8年の歳月と莫大な資金が用いられた『東アジア旅行案内』はベデカーに準拠した書式を採用し、優れた写真や地図、綿密なデータを掲載した貴重な東アジア資料としてタイム誌などから高い評価を受けた。太平洋戦争後には日本交通公社が出版を引き継ぎ、スイスのナーゼル社より出版権譲渡の要請もあった。

## 旅行ガイドブックの正確性・客観性
出版物は、その内容の正確性・客観性について問題となる場合がある。特に読者の見知らぬ地域を案内する旅行ガイドブックの場合、読者はガイドブックの情報に大きく依存する傾向がある。また、ガイドブックに掲載された宿泊施設・飲食店（ホテル・旅館・レストラン・パティスリーなど）では、ガイドブックに掲載されたことを広告材料として用いるケースも見受けられる。また、正確性・客観性に対する評価が高ければ、それだけ掲載されている情報の信頼性も高まる事となる。
その為、洋の東西を問わず、旅行ガイドブックに記載されている情報の正確性・客観性は、常に議論の的となっている。内容の正確性・客観性を巡って激論や関係者間の非難の応酬が繰り広げられる事は別段珍しいものではない。ガイドブックにおいて内容に客観性を伴わせることと広告を掲載することが両立しうるかは、古くよりその是非について判断の分かれるところである。
『ベデカー』・『ブルー・ガイド』・『ギド・ミシュラン』・『ロンリープラネット』などでは、広告非掲載が徹底された。
特にレストランやホテルの格付けで権威を誇る『ギド・ミシュラン』の赤ミシュランシリーズは、広告非掲載に加え、評価対象に関しても匿名での調査を徹底している。このため『ギド・ミシュラン』から三ツ星を与えられたレストランやホテルもまた権威を持ち、多くの観光客を見込めるようになり、複数のマスコミの取材対象となりメディア露出が増えるなど、オーナーやシェフが一躍時代の寵児となることもある。
その一方で、旅行ガイドブックがテレビや雑誌などのマスコミなどに頻繁に取り上げられる時代になり、美食・観光の世界でより大きな権威を持つ様になって以降、少なからぬ弊害も見られる様になっている。例えば、高評価を得た店舗に客が殺到し、それまでの常連客ですら予約もまともにとれない状況になるのみではなく、結局は店舗側の対応能力の限界を超えてしまいサービス面などでの低下を引き起こしたものも少なくない。逆に著名なガイドブックに評価を引き下げられる事も、店側や料理人にとっては来客数の低下のみならず、場合によっては店舗の存続をも直接に左右しかねない事態、料理人にとっては『一流』という評価が失われる危機となる事がある。事実、この格下げが原因となって閉店したり、さらには料理人が廃業した、自殺したなどと噂された事は、細かい所まで拾っていけば枚挙に暇がない程である。
一方で、読者側は広告掲載により販売単価を抑えたものになることが期待でき、ガイドブックの出版社側はこれにより部数増加を見込むことができる。ガイドブック内にクーポン券や割引券を織り込むことで、読者の利便性が増すと考える向きもある。
例えばイギリスの『ウォード・ロック』（Ward Lock）のイラスト旅行ガイド（Illustrated Guide）の1921年版『ロンドン案内』は本文262ページに対して100ページを越える広告が掲載されていた。
他方、高い評価がありながらも、オーナーのポリシーや思想、経営方針などにより格付けをされる事や、ガイドブックに掲載される事自体を拒否している宿泊施設・飲食店は洋の東西を問わず少なからず存在しており、どの様な編集・発行の形態の旅行ガイドブックであっても、そこに記載されている情報がその地域の全てを網羅し尽くしているわけではない事も事実である。また、信頼するに足り得ると認めた特定のガイドブックにのみ掲載を許可する店舗・オーナーも存在する。その為、読者だけではなく、宿泊施設・飲食店・料理人からどれだけの信頼を得られるかも、旅行ガイドブックにとっては情報量や情報の価値・正確性を左右する重要な要素となる。
もっとも、これらの一方で、評価の対象となる店舗やオーナーの中には、「同業他店と同じ星の数なのは到底納得できない」として掲載を拒否する、裏を返せば、編集者に掲載許可の条件として、「自らの店舗に同じジャンルの料理店の中で最高評価を与え、同ジャンルの他店舗には同レベルの評価を与えない事」を暗に要求する様な、自己の利益しか考えない者も存在しているという。

## 戦争と旅行ガイドブック
旅行ガイドブックは、観光という平和な時間の中で成り立つ出版ビジネスである。しかし、ガイドブックはその地域情報や詳細な地図を有するため、戦争にも翻弄された。
『日本案内記』のシリーズ最後に刊行した「北海道編」は、戦時体制による情報統制の影響を受けた。検閲により削除を命じられた部分が空欄のまま印刷されて、1936年（昭和11年）に出版された。
第二次世界大戦中の1940年（昭和15年）4月にドイツ軍がノルウェー侵攻を実施する際、最高司令官に任命されたニコラウス・フォン・ファルケンホルストがその最初の仕事として行ったことは、対象地域について基礎的な知識を得る目的で『ベデカー』を購入したことであった。
1944年（昭和19年）、ノルマンディー上陸作戦を準備している際、アメリカ軍は前線に対して1939年（昭和14年）版『ギド・ミシュラン』を極秘扱いで写真電送した。

### ベデカー爆撃
第二次世界大戦中の1942年4月から5月にかけ、ドイツ軍はイギリスのカンタベリー、ヨーク、バース、エクセターへの爆撃を行った（連合国軍によるリューベック爆撃への報復とされた）。この時の爆撃標的は（軍事施設ではなく）『ベデカー』の「イギリス案内」にあった名所旧跡地を示す星印から選ばれた。イギリスは、ベデカー爆撃（Baedeker-Raid）という言葉でこの行為を非難した。